# Ewa Małyszko

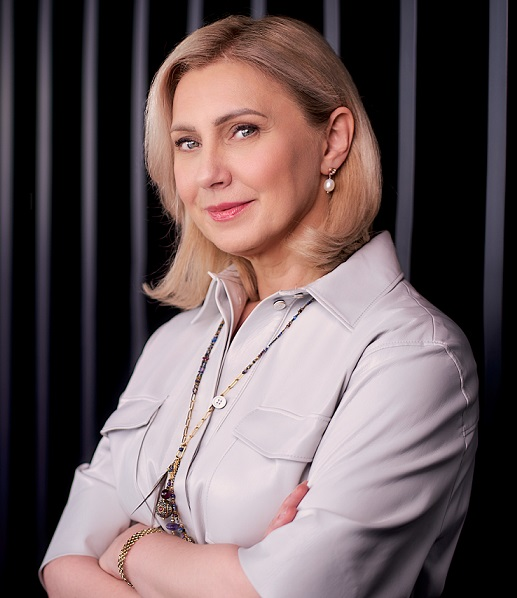
Ewa Małyszko

Ewa Małyszko (ur. 24 grudnia 1967) – ekonomistka, menedżerka oraz popularyzatorka wiedzy ekonomicznej.

## Edukacja
Ewa Małyszko jest absolwentką SGH i Akademii Leona Koźmińskiego w Warszawie. Ukończyła Programme for the Executive Development dla kadry menedżerskiej wyższego szczebla w IMD Institute w Lozannie, oraz ma kwalifikacje dotyczące zarządzania organizacją, które nabyła w Wallenberg Institute w Szwecji.

## Kariera menedżerska
Z rynkiem kapitałowym związana jest od 1994 roku. W latach 1994–1996 była menedżerką działu umorzeń w Financial Services Sp. z o.o. (obecnie Pekao Financial Services Sp. z o.o.), następnie w latach 1996–1997 szefową operacji w firmie Obsługa Funduszy Inwestycyjnych Sp. z o.o. (obecnie Atlantic Fund Services Ltd.) oraz dyrektorką działu administracji i księgowości w Skarbiec TFI od 1997 do 1998 roku. Od marca 1998 roku związana z SEB TFI, gdzie do listopada 2001 roku była wiceprezesem, a następnie do listopada 2008 roku prezesem zarządu.
Od 2017 roku jest prezesem zarządu PFR TFI z Grupy Polskiego Funduszu Rozwoju. Wcześniej Małyszko zarządzała takimi instytucjami jak: PKO BP Bankowy PTE (prezes od listopada 2011 roku do lutego 2017 roku), KGHM TFI (w latach 2009–2011 pełniła funkcję wiceprezesa zarządu odpowiedzialnego za finanse i działalność operacyjną).
Współtworzyła pierwsze rozwiązania, które nadały kształt polskiemu rynkowi kapitałowemu, w tym systemy księgowe funduszy. Współautorka projektu Pracowniczych Planów Kapitałowych. Aktywnie uczestniczyła także w opracowaniu założeń dla indywidualnych kont zabezpieczenia emerytalnego. Przez Gazetę Giełdy i Inwestorów “Parkiet” uznana za jedną z 25 najbardziej zasłużonych osób (jedna z trzech kobiet w zestawieniu) dla rozwoju branży funduszy inwestycyjnych w Polsce od początku jej istnienia, czyli wczesnych lat 90.
Od listopada 2008 roku prowadzi własną działalność zajmującą się doradztwem i wdrażaniem programów edukacyjnych z zakresu zarządzania finansami osobistymi i firmowymi.

## Działalność społeczna i edukacyjna
Zaangażowana w projekty związane z edukacją finansową i standardami doradztwa finansowego: jest członkiem Rady Fundacji EFPA Polska działającej na rzecz standardów doradztwa finansowego oraz przedstawicielem EFPA Polska w Standards and Qualifications Committee EFPA. Aktywnie dzieli się wiedzą o przywództwie, rynku finansowym, oszczędzaniu i inwestowaniu. Zwolenniczka koncepcji lifelong learning w zakresie rozwoju kompetencji. Od wielu lat współtworzy i wspiera inicjatywy na rzecz rozwoju aktywności zawodowej kobiet, m.in. kampanię społeczną Woman Update. Propaguje wellbeing oraz zagadnienia związane z równowagą w miejscu pracy.
Zasiada także w Radzie Programowej Europejskiego Kongresu Finansowego (European Financial Congress), Radzie Izby Zarządzających Funduszami i Aktywami oraz Radzie Programowej ds. Reskillingu przy Ośrodku Think Thank Polska. Mentorka programu CFA Society Poland.

## Squash
Prywatnie Ewa Małyszko jest zapaloną zawodniczką squasha – zdobyła pierwsze miejsce w Mistrzostwach Polski Squash Masters Kobiet w 2007 i 2008 roku. W 2005 roku została nagrodzona Pucharem Menedżera za propagowanie squasha.